# Поліестери

Формула поліетилентерефталату.

Міжнародний універсальний код переробки матеріалів на основі ПЕТ.

Поліестери, також поліефіри — полімери, одержувані поліконденсацією багатоосновних кислот або їхніх альдегідів з багатоатомними спиртами. Відомі природні (бурштин та ін.) і штучні поліестери. Практичне застосування отримали гліфтальові смоли, поліетилентерефталати, поліефірмалеінати і поліефіракрилати.
Поліефіри прості, гетероцепні полімери, що містять в основі ланцюга повторюване угруповання C─O─C; загальна формула HO [─R─O─] nH, де R — вуглеводневий радикал разл. будови. Властивості їх дуже різноманітні й залежать від хімічного складу, структури, молекулярної маси та наявності функціональних груп. Реакції з кінцевих гідроксильних груп використовують для отримання модифікованих продуктів.

## Історія
Поліестери міцно закріпили свої позиції на світовому ринку з розвитком хімічної промисловості до середини XX століття. Нині використовуються широко і практично повсюди, як в 100 % -му вигляді, так і в змішаному складі.

## Номенклатура
Поліефіри зазвичай є полімерами, що містять прості ефірні зв'язки в їх основному ланцюзі. Термін гліколь зазвичай стосується поліефірполіолів з однією або декількома функціональними кінцевими групами, такими як гідроксильна група. Термін «оксид» або інші терміни використовуються для полімеру з високою молекулярною масою, коли кінцеві групи більше не впливають на властивості полімеру.
Краун-ефіри — це циклічні поліефіри. Деякі токсини, що виробляються дінофлагелляти, такі як бреветоксін і сігуатоксін, мають надзвичайно великі розміри і знані як циклічні або сходові поліефіри.